# Лекно (Західнопоморське воєводство)
Лекно (пол. Łekno) — село в Польщі, у гміні Бендзіно Кошалінського повіту Західнопоморського воєводства.
Населення — 358 осіб (2011).
У 1975-1998 роках село належало до Кошалінського воєводства.

## Демографія
Демографічна структура станом на 31 березня 2011 року:
|          | Загалом | Допрацездатний вік | Працездатний вік | Постпрацездатний вік |
| -------- | ------- | ------------------ | ---------------- | -------------------- |
| Чоловіки | 180     | 25                 | 135              | 20                   |
| Жінки    | 178     | 27                 | 112              | 39                   |
| Разом    | 358     | 52                 | 247              | 59                   |